# Clau de lluna
Clau de lluna és un grup de folk català fundat el 1989 per Cesc Sans i Sastre i Perepau Ximenis. El 1992 s'hi va afegir Francesc Tomàs Aymerich Panxito. Juntament amb Bitayna, Casellas Sextet Folk, El Cau del Llop, Primera Nota, Tercet Treset, entre d'altres, es considera un dels grups rellevants que va actuar al Centre Artesà Tradicionàrius des de final de la dècada de 1980.
L'any 2000 el grup es va dividir en dues propostes diferents. D'una banda, Sa Cobla, que va mantenir el ball folk i que, de fet, ja s'havia creat el 1997 com a «formació portàtil». De l'altra, Atzawara, una proposta de composició i de fusió. El mateix 2000, Clau de lluna va continuar com a empresa que englobava els diferents projectes.
L'any 2019, Clau de lluna va celebrar el 30è aniversari amb l'espectacle XXX. A més dels fundadors hi van participar dos músics que havien format part del grup en diverses èpoques: Simone Lambregts i Pep Coca. Aquesta efemèride es va anunciar com un retorn als escenaris i va coincidir amb la 32a edició del Tradicionàrius. Tanmateix, el grup ja s'havia reunit en altres ocasions, com a La Violinada d'Argelaguer.

## Discografia
- Cercle de Gal·la. Àlbum, Sonifolk, 1992.
- Fica-li noia! Àlbum, Sonifolk, 1994.
- Obertura. Àlbum, Música Global Discogràfica, 1996.
- La Punyalada. Àlbum, Audiovisuals de Sarrià, 1998.[6][1]